# Буковець (Бартошицький повіт)
Буковець (пол. Bukowiec, нім. Buchholz) — село в Польщі, у гміні Гурово-Ілавецьке Бартошицького повіту Вармінсько-Мазурського воєводства.
Населення — 263 особи (2011).

## Демографія
Демографічна структура станом на 31 березня 2011 року:
|          | Загалом | Допрацездатний вік | Працездатний вік | Постпрацездатний вік |
| -------- | ------- | ------------------ | ---------------- | -------------------- |
| Чоловіки | 132     | 26                 | 93               | 13                   |
| Жінки    | 131     | 25                 | 72               | 34                   |
| Разом    | 263     | 51                 | 165              | 47                   |